# QuickTime Broadcaster
QuickTime Broadcaster è un server RTP/RTSP audio e video della Apple per macOS. È distinto dal QuickTime Streaming Server della Apple, perché QuickTime Broadcaster non è un daemon ma un'applicazione. Può riprodurre audio e video in streaming attraverso un network e un codec di streaming QuickTime supportato.